# Amazilis amazilia alticola
El colibrí de Loja  o amazilia de Loja (Amazilis amazilia alticola), es una subespecie de ave apodiforme de la familia Trochilidae —los colibríes—.  Es nativa del sur de Ecuador.

## Distribución y hábitat
Se distribuye por los Andes en el sur de Ecuador (El Oro, sur de Loja y la adyacente Zamora Chinchipe). Vive en los bordes del bosque nublado y el matorral abierto entre 1000 y 2200 m s. n. m..

## Taxonomía
Ya fue tratada como una especie separada de Amazilis amazilia por la clasificación Aves del Mundo (HBW).